# 8543 Tsunemi
8543 Tsunemi è un asteroide della fascia principale. Scoperto nel 1993, presenta un'orbita caratterizzata da un semiasse maggiore pari a 2,2556744 UA e da un'eccentricità di 0,1650972, inclinata di 4,28307° rispetto all'eclittica.